# Gesamtschuld
Die Gesamtschuld (auch „Haftung zur ungeteilten Hand“) ist ein Rechtsbegriff des deutschen Rechts, der eine gemeinschaftliche Schuld mehrerer Rechtssubjekte bezüglich einer Leistung aus einem einheitlichen Schuldverhältnis beschreibt, wobei jeder Schuldner verpflichtet ist, die gesamte Leistung zu erbringen, der Gläubiger aber nur berechtigt ist, sie einmal zu fordern. Die Gesamtschuld ist in den §§ 420 ff. BGB geregelt.
Die Gesamtschuld ist gegenüber der Teilschuld abzugrenzen, bei der eine anteilige Leistungsverpflichtung bezüglich einer teilbaren Schuld vorliegt und ebenso gegenüber der gemeinschaftlichen Schuldnerschaft, bei der die Schuld nur gemeinsam von allen Schuldnern erbracht werden kann.

## Begriff
Der Begriff Gesamtschuld ist eine Übersetzung des römisch-rechtlichen Begriffs der Correalobligation, der aber die Fälle einschließt, die im Gemeinen Recht Solidarobligationen genannt wurden.

## Entstehung der Gesamtschuld
Eine Gesamtschuld kann durch Gesetz oder durch vertragliche Vereinbarung entstehen. Im deutschen BGB wird die gesamtschuldnerische Haftung an verschiedenen Stellen im Gesetz angeordnet. So haften beispielsweise mehrere deliktische Schädiger als Gesamtschuldner und zwar gleichgültig, ob sie den Schaden als gemeinsam handelnde Mittäter (§ 830 BGB) oder als unabhängig voneinander handelnde Nebentäter (§ 840 BGB) verursacht haben. § 431 BGB ordnet eine gesamtschuldnerische Haftung an, wenn mehrere eine unteilbare Leistung schulden. Große Bedeutung hat auch § 128 HGB, der anordnet, dass mehrere Gesellschafter einer OHG für Gesellschaftsschulden gesamtschuldnerisch haften. Diese Norm wird auch auf Gesellschafter einer BGB-Gesellschaft (GbR) analog angewandt. Weitere wichtige Anordnungen von Gesamtschulden finden sich in § 613a Abs. 2, § 769 (Mitbürgen) sowie § 1357 Abs. 1 (Ehegatten) BGB. Es gibt weitere inner- wie außerhalb des BGB geregelte Fälle von Gesamtschuldverhältnissen. So werden mehrere Inhaber einer Wohnung als Gesamtschuldner zur Rundfunkabgabe über § 2 Rundfunkbeitragsstaatsvertrag verpflichtet.
Vertragsparteien können eine Gesamtschuld auch ausdrücklich vertraglich vereinbaren. Wenn es an einer gesetzlichen Regelung oder einer ausdrücklichen vertraglichen Regelung fehlt, ist durch Auslegung zu ermitteln, ob eine Gesamtschuld vorliegen sollte oder nicht. Einigkeit besteht darüber, dass aus § 421 BGB die Mindestbedingungen entnommen werden können, die für das Vorliegen einer Gesamtschuld zwingend erforderlich sind. So muss der Umstand vorliegen, dass mehrere Schuldner dem Gläubiger eine Leistung zu schulden haben und der Gläubiger diese von jedem Schuldner voll fordern darf. Genauso muss klargestellt sein, dass ihm die Leistung lediglich einmal gebührt.
Ob neben diesen geschriebenen Voraussetzungen noch andere Bedingungen erfüllt sein müssen, um eine Gesamtschuld annehmen zu können, ist streitig. Aktuell besteht jedenfalls Einigkeit darüber, dass der Schuldgrund nicht einheitlich sein muss. So kann ein Gesamtschuldner aus Delikt Schadensersatz schulden, während ein anderer Gesamtschuldner aufgrund einer vertraglichen Pflichtverletzung für dasselbe Interesse haftet. Ausweislich der Rechtsprechung des Bundesgerichtshofs (BGH) ist nicht erforderlich, dass alle Gesamtschuldner ein identisches Leistungsinteresse vorweisen. So haften ein Architekt und ein Bauunternehmer für vertragliche Pflichtverletzung bezüglich desselben Bauwerks auch dann als Gesamtschuldner, wenn der Bauunternehmer auf Nacherfüllung haftet und der Architekt auf Schadensersatz.
Keine Gesamtschuld besteht für die herrschende Lehre und die Rechtsprechung dagegen, wenn die betroffenen Schuldner nicht gleichstufig haften. Das Erfordernis der „Gleichstufigkeit“ ersetzt damit die früher von der Rechtsprechung geforderte Zweckgemeinschaft. Gleichstufigkeit ist zu verneinen, wenn einer der Schuldner subsidiär haftet. So sind z. B. Bürge und Hauptschuldner keine Gesamtschuldner, da ein Stufenverhältnis besteht und der Hauptschuldner primär in Anspruch zu nehmen ist. Deshalb sind auch die Gesellschaft und ihre Gesellschafter keine Gesamtschuldner, denn primär haftet die Gesellschaft. Ebenso haftet ein Versicherer lediglich subsidiär für einen vom Versicherten verursachten Schaden. Umstritten ist, ob ein Bereicherungsschuldner mit einem Schadensersatzschuldner beziehungsweise einem Geschäftsführer ohne Auftrag gleichstufig haftet. Dagegen spricht allein die Tatsache, dass ein Gesamtschuldner im Innenverhältnis den Schaden allein zu tragen hat, noch nicht gegen eine gleichstufige Schuld. So bejahte der BGH die Gleichstufigkeit der Verpflichtungen eines Pferdeverkäufers, der ein mangelhaftes Pferd lieferte, und eines Tierarztes, der diesen Mangel bei seiner Untersuchung nicht erkannte. Teile der Literatur lehnen das Erfordernis der Gleichstufigkeit jedoch ab, da sie das Kriterium nicht für erforderlich halten, um zu sachgerechten Ergebnissen zu kommen. Für das Erfordernis einer Gleichstufigkeit wird angeführt, dass es nur dieses Kriterium ermögliche, die Fälle einer Gesamtschuld von den Fällen des § 255 BGB abzugrenzen. Dieser sichert einem leistenden Schuldner die Abtretung von Ersatzansprüchen gegen Dritte zu, die ihm gegenüber ersatzverpflichtet sind. Außerdem wird angeführt, dass manche Rechtsfolgen einer Gesamtschuld nicht passend erscheinen, wenn ein Schuldner lediglich nachrangig haftet.
Große Bedeutung für die Annahme einer Gesamtschuld im Wege der Auslegung hat § 427 BGB, der eine Zweifelsregel zugunsten der Annahme einer Gesamtschuld bei einer gemeinschaftlichen vertraglichen Verpflichtung enthält. Verpflichten sich also mehrere Schuldner vertraglich gemeinsam zu einer Leistung, ist zunächst durch Auslegung zu ermitteln, ob eine Gesamtschuld oder eine andere Form der Schuldnermehrheit gewollt ist. Wenn eine solche Auslegung nicht möglich ist, wird das Vorliegen einer Gesamtschuld vermutet. Die Partei, die das Vorliegen einer Gesamtschuld bestreitet, muss also im Prozess beweisen, dass keine Gesamtschuld vorliegt.

## Abgrenzung der Gesamtschuld von anderen Schuldnermehrheiten

### Teilschuld
Von einer Teilschuld ist auszugehen, wenn mehrere Schuldner vorhanden sind, der Gläubiger von diesen aber auch im Außenverhältnis nur den Betrag fordern kann, den der Schuldner auch im Innenverhältnis zu tragen hat. Die Position des Gläubigers ist also signifikant schwächer als bei der Gesamtschuld, da er, um den vollen Betrag zu erhalten, jeden Schuldner verklagen muss und das Risiko der Insolvenz jedes Schuldners trägt.

### Gemeinschaftliche Schuld
Keine Gesamtschuld liegt auch dann vor, wenn die Leistung nur von allen Schuldnern gemeinsam erbracht werden kann, da der Gläubiger an einer Leistung nur eines Schuldners kein Interesse hat. Wenn ein Gläubiger beispielsweise das gebuchte Konzert einer Musikband besuchen möchte, kann der Sänger alleine die Schuld nicht erfüllen. Somit erscheinen die Regeln der Gesamtschuld unpassend.

### Gesamthandsschuld
Bei der Gesamthandsschuld schulden die Schuldner nicht jeder für sich im Außenverhältnis, sondern nur als gesamte Hand. Das heißt, dass der Gläubiger Leistung nur von der gesamten Hand verlangen kann. Er kann sich also nicht an einen einzelnen Schuldner halten und von diesem Erfüllung fordern, sondern er muss die Gesamthandsgemeinschaft als ganzes zur Leistung auffordern.

### Zessionsregress
Kein Fall der Gesamtschuld liegt schließlich vor, wenn ein schadensersatzpflichtiger Schuldner sich von seinem Gläubiger dessen Ansprüche in Bezug auf die zu ersetzende Sache nach § 255 BGB abtreten lässt und aus diesen Ansprüchen vorgeht.

## Rechtsfolgen der Gesamtschuld

### Verhältnis Gläubiger zu den Gesamtschuldnern
Im Verhältnis zwischen dem Gläubiger und seinen Schuldnern führt die Annahme einer Gesamtschuld dazu, dass der Gläubiger von jedem Schuldner volle Erfüllung verlangen kann (sogenannte Paschastellung). Von welchem Schuldner sich der Gläubiger befriedigen lässt, steht in seinem Belieben. Er kann also den Gesamtschuldner zur Leistung auffordern und gegebenenfalls verklagen, der ihm am solventesten erscheint. Einschränkungen dieses Wahlrechts des Gläubigers bestehen nach herrschender Meinung kaum. Lediglich bei schikanöser Inanspruchnahme eines bestimmten Schuldners kann eine Korrektur gemäß § 242 BGB erfolgen.

#### Erfüllung und Erfüllungssurrogate
Wenn der Gläubiger von einem Gesamtschuldner die Leistung erhält (Erfüllung), erlöschen auch die Ansprüche gegen die anderen Gesamtschuldner. Dies gilt gleichermaßen, wenn der Gläubiger durch Erfüllungssurrogate befriedigt wird. Letztlich kommt als Rechtsfolge bei wechselseitigen Forderungen die Verrechnung durch Aufrechnung in Betracht. Dabei ist zu beachten, dass jeder Schuldner nur mit einer Forderung aufrechnen kann, die ihm selbst zusteht (§ 422 BGB).
Anders als die Erfüllung führen Rechtsgeschäfte des Gläubigers mit einem Gesamtschuldner nicht automatisch zu einer Wirkung zugunsten oder zuungunsten der anderen Gesamtschuldner. Vielmehr ist bei einem Erlass der Schuld oder einem Prozessvergleich zwischen dem Gläubiger und einem Gesamtschuldner durch Auslegung zu ermitteln, ob dem Rechtsgeschäft Gesamtwirkung zukommen soll. Nur wenn Gesamtwirkung gewollt war, verliert der Gläubiger seinen kompletten Anspruch auch gegen die anderen Gesamtschuldner. Eine Gesamtwirkung ist beim Erlass gemäß § 423 BGB nur dann anzunehmen, wenn die Umstände des Erlasses darauf schließen lassen, dass der Gläubiger die Schuld allen Gesamtschuldnern erlassen wollte.
Ist keine Gesamtwirkung anzunehmen, ist durch Auslegung zu ermitteln, ob wenigstens eine beschränkte Gesamtwirkung gewollt ist. Eine solche hätte zur Folge, dass der Betrag, den der Gläubiger von den restlichen Gesamtschuldner fordern darf, um den Betrag zu kürzen ist, der im Innenverhältnis dem Gesamtschuldner zustünde, der vom Erlass profitieren soll.

#### Erlass und Annahmeverzug
Wenn die Auslegung auch dieses Ergebnis nicht stützt, hat ein Erlass lediglich Einzelwirkung, sodass der Gläubiger weiterhin in der Lage ist, von den restlichen Gesamtschuldnern den vollen Betrag zu fordern. Ein Erlass bedeutet dann lediglich, dass der Gläubiger auf die Inanspruchnahme des begünstigten Gesamtschuldners verzichtet.
Schulden also zwei Gesamtschuldner dem Gläubiger 100 € und ist im Innenverhältnis jeder Gesamtschuldner zu je 50 € verpflichtet und erlässt der Gläubiger dem ersten Schuldner seine Schuld, so kann er bei Gesamtwirkung des Erlasses auch vom zweiten Schuldner nichts fordern. Liegt lediglich beschränkte Gesamtwirkung vor, kann er 50 € fordern, während er bei Einzelwirkung von S2 die vollen 100 € fordern kann.
Der BGH lehnt es auch beim Prozessvergleich ab, eine Vermutung hinsichtlich einer (beschränkten) Gesamtwirkung aufzustellen, sodass der begünstigte Gesamtschuldner den Willen zur (beschränkten) Gesamtwirkung beweisen muss.
§ 424 BGB legt eine Gesamtwirkung hinsichtlich des Annahmeverzuges (Verzug des Gläubigers) fest. Der Annahmeverzug wirkt für beziehungsweise gegen alle Gesamtschuldner.

#### Tatsachen mit Einzelwirkung
Andere Tatsachen, die auf das Schuldverhältnis einwirken, haben gemäß § 425 BGB grundsätzlich Einzelwirkung, soweit sich aus den Umständen des Schuldverhältnisses nichts anderes ergibt. Hierzu zählen insbesondere der Schuldnerverzug, mithin Tatsachen, die mit einer fälligen und durchsetzbaren Forderung verknüpft sind, die Unmöglichkeit, aufgrund derer die Leistung aus tatsächlichen beziehungsweise rechtlichen Gründen dauerhaft oder endgültig nicht erbracht werden kann, eigenes Verschulden oder auch Kündigungen.
So wirkt das Verschulden hinsichtlich einer Pflicht aus einem Gesamtschuldverhältnis grundsätzlich nur für den Schuldner, den der Schuldvorwurf trifft. Entsteht aufgrund eines Verschuldens eines Gesamtschuldners also ein Schadensersatzanspruch, muss grundsätzlich nur dieser Gesamtschuldner Schadensersatz leisten. Ergibt sich aus dem zu Grunde liegenden Vertrag allerdings, dass die Gesamtschuldner für ein Verschulden der Anderen einstehen wollten, kann das Verschulden eines Gesamtschuldners zugerechnet werden. So hat der BGH einen Schadensersatzanspruch gegen gesamtschuldnerisch haftende Mitglieder einer Anwaltssozietät bejaht, obwohl lediglich einem Anwalt ein Verschulden nachgewiesen werden konnte.
Auch die Verjährung gesamtschuldnerischer Ansprüche erfolgt lediglich mit Einzelwirkung. So kann z. B. die Verjährung des Anspruches gegen einen verklagten Gesamtschuldner durch Rechtshängigkeit gehemmt sein, während die Ansprüche gegen weitere Gesamtschuldner während des Prozesses verjähren. Dies zeigt, dass Ansprüche gegen Gesamtschuldner grundsätzlich selbstständig sind und sich im Gegensatz zu akzessorischen Ansprüchen unterschiedlich entwickeln können.

### Verhältnis der Schuldner untereinander (Ausgleichsansprüche)
Zahlt ein Gesamtschuldner an den Gläubiger, so entsteht gemäß § 426 Abs. 1 BGB ein Ausgleichsanspruch gegenüber den übrigen Gesamtschuldnern (sogenannter Gesamtschuldnerausgleich). Der Anspruch ist in der Höhe auf den Anteil zu begrenzen, den jeder Gesamtschuldner im Innenverhältnis zu tragen hat. Dabei geht das Gesetz gemäß § 426 Abs. 1 Satz 1 BGB von einem Anteil nach Köpfen aus. Haften also vier Gesamtschuldner auf einen Betrag von 100 €, so kann der erfüllende Gesamtschuldner von jedem der anderen Gesamtschuldner 25 € verlangen. Häufig ergibt sich aber aus dem Schuldverhältnis eine andere Verteilung. Besondere Bedeutung kommt dabei § 254 BGB zu. Schulden mehrere Schädiger Schadensersatz, richtet sich die Summe des Anteils im Innenverhältnis nach dem Grad des Verschuldens. So ist es auch möglich, dass ein Gesamtschuldner im Innenverhältnis von jeglicher Haftung freizustellen ist. Bereits vor Zahlung hat jeder Gesamtschuldner gegen die übrigen Gesamtschuldner einen Anspruch auf anteilige Befreiung.
Neben dem Anspruch aus § 426 Abs. 1 BGB erhält der zahlende Gesamtschuldner gemäß § 426 Abs. 2 BGB im Wege einer Legalzession den Anspruch des ursprünglichen Gläubigers gegen die anderen Gesamtschuldner, soweit er berechtigt ist, bei den anderen Gesamtschuldnern Regress zu nehmen. Auch die Höhe dieses Anspruches ist also auf den jeweiligen Anteil im Innenverhältnis beschränkt. Der Vorteil dieses Anspruches liegt im Übergang aller akzessorischer Sicherheiten des Gläubigers. War der Anspruch des Gläubigers also durch Hypotheken oder Bürgschaften gesichert, so haften die Sicherungsgeber nun auch für die Ausgleichsansprüche des leistenden Gesamtschuldners. Nachteilig für den zahlenden Gesamtschuldner kann sich auswirken, dass die §§ 401 ff. BGB Anwendung finden und sich die anderen Gesamtschuldner auf Einreden gegenüber dem ursprünglichen Gläubiger berufen können, so dass sie beispielsweise weiterhin mit einer Forderung gegen den Gläubiger aufrechnen können (§ 406 BGB). Auch hinsichtlich der Verjährung bestehen Unterschiede zwischen beiden Ansprüchen.
Wenn einem Gesamtschuldner seine Schuld mit Einzelwirkung erlassen wurde, hindert dies die übrigen Gesamtschuldner nicht, von dem begünstigten Gesamtschuldner Ausgleich in Höhe seines Innenanteils zu nehmen. Es ist dem Gläubiger nicht möglich, einen Gesamtschuldner aus der Innenhaftung zu befreien, da dies einen Vertrag zu Lasten Dritter darstellen würde. Kommt also einem Erlass oder Vergleich lediglich Einzelwirkung zu, muss der begünstigte Schuldner sich trotzdem am Innenausgleich beteiligen und profitiert so nicht vom vereinbarten Erlass.

### Sonderfall: Gestörte Gesamtschuld

#### Problemstellung
Unter dem Begriff der gestörten Gesamtschuld wird eine Situation verstanden, in der eine Gesamtschuld nicht entsteht, weil ein potentieller Gesamtschuldner von einer Haftungsprivilegierung profitiert. Haftungsprivilegierungen können aufgrund eines Vertrages oder aufgrund gesetzlicher Regelungen entstehen. So ordnet das Gesetz verschiedentlich eine Haftungsbeschränkung auf den Haftungmaßstab der eigenüblichen Sorgfalt an. Die Rechtsprechung wählt je nach Art der Haftungsprivilegierung unterschiedliche Lösungen, während die juristische Literatur zu einer einheitlichen Lösung tendiert.

#### Lösungsmöglichkeiten
Die Lösung des Problems der gestörten Gesamtschuld ist gesetzlich nicht speziell geregelt. Denkbar sind drei verschiedene Lösungsansätze:
1. Es bleibt bei der gesetzlichen Regelung. Der verbliebene Schuldner haftet gegenüber dem Gläubiger voll. Der haftungsprivilegierte Schädiger kann vom Gläubiger nicht in Anspruch genommen werden. Diese Lösung wurde vom BGH bei der gesetzlichen Haftungsprivilegierung des § 1664 Abs. 1 BGB zugunsten der dort privilegierten Eltern angewendet. Bei vertraglichen Haftungsprivilegien jedenfalls sieht sich eine solche Lösung jedoch dem Einwand ausgesetzt, dass dem verbliebenen Schädiger seine Regressmöglichkeit genommen würde. Damit wäre die Haftungsprivilegierung zwischen Schädiger und Geschädigtem ein Vertrag zu Lasten Dritter.
2. Eine andere Lösung liegt darin, dass in einer solchen Situation eine Gesamtschuld fingiert wird. Der nicht privilegierte Schädiger kann dann beim privilegierten Schädiger Rückgriff nehmen. Dieser Rückgriff macht allerdings den Haftungsausschluss bedeutungslos, da der privilegierte Schädiger letztlich doch seinen Anteil am Schaden zu tragen hat. Außerdem stünde der privilegierte Schädiger bei Alleinverursachung des Schadens besser als bei bloßer Mitverursachung, denn wenn er den Schaden allein verursacht hätte, würde ihm der Haftungsausschluss zugutekommen.[24]
3. Dieses Ergebnis kann nur dann verhindert werden, wenn dem privilegierten Schädiger wiederum ein Regress beim Geschädigten ermöglicht wird (sogenannter  Regresskreisel).[25] Schließlich kann auch der Schadensersatzanspruch des Geschädigten gegen den Schädiger um den Anteil des privilegierten Schädigers am verursachten Schaden gekürzt werden. Somit wirkt der Haftungsausschluss zu Lasten des Geschädigten. Für diese Lösung wird angeführt, dass der Haftungsausschluss auch bei einer Schädigung nur durch den privilegierten Schädiger zu Lasten des Geschädigten wirken würde und diese Lösung deshalb interessengerecht sei.[26] Problematisch ist jedoch, dass eine solche Lösung dem Gesetz nicht zu entnehmen ist.

## Aufteilung der Gesamtschuld bei Abgaben
Die Bestimmungen zu gesetzlich festgelegten Gesamtschuldnerschaften und deren Aufteilungsmöglichkeit sind in der Abgabenordnung(§ 44, §§ 268 ff. AO) festgehalten. Obwohl dort nur die Einkommensteueraufteilung von Ehegatten benannt ist, soll diese auch für die landesgesetzlichen Bestimmungen zur Gesamtschuldnerschaft des RBStV §2 entsprechend angewandt werden.

## International
Im österreichischen ABGB und Schweizer Recht (OR) wird die Gesamtschuld auch als Solidarschuld bezeichnet. Sie ist in Österreich in den §§ 891 ff. ABGB als Correalität und in der Schweiz in den Art. 143 ff. OR ähnlich wie in Deutschland geregelt.